# Marion E. Hay
Marion E. Hay (Condado de Adams, 9 de dezembro de 1865  – Spokane, 21 de novembro de 1933) foi o sétimo governador de Washington entre 1909 e 1913, e vice-governador de Washington de janeiro a março de 1909.

## Biografia
Nascido no condado de Adams, Wisconsin, Hay estudou na Bayless Commercial Business College em Dubuque, Iowa. Casou-se com Lizzie L. Muir em Jackson em 16 de janeiro de 1887, e tiveram seis filhos: Raymond M., Moon M., Edward M., Bruce M., Rance M., Katherine J. e Margaret E.

## Carreira
Hay mudou-se para o Território de Washington em 1888, onde abriu uma loja em Davenport, Washington e possuía fazendas de trigo no leste de Washington e no Canadá. Em 1889, mudou-se para Wilbur, Washington, onde serviu dois mandatos como prefeito de Wilbur de 1898 a 1902. Também atuou como presidente do Partido Republicano do Condado de Lincoln e foi delegado suplente na Convenção Nacional Republicana de 1900. Em 1908, mudou-se para Spokane, Washington.
Em 1908, Hay foi eleito vice-governador do estado de Washington e assumiu como governador após a morte de Samuel G. Cosgrove, que faleceu cerca de dois meses após tomar posse, em março de 1909. Ele serviu pelo restante do mandato de Cosgrove e deixou o cargo em 1913. Focado no combate à corrupção no governo estadual, convocou uma sessão especial da legislatura para investigar e impeachment de funcionários públicos desonestos. Durante sua administração, foram promulgadas a lei de compensação aos trabalhadores e o direito ao voto feminino.
Derrotado na eleição de 1912, retornou à administração de seus negócios e propriedades e atuou como presidente da 12ª Região da Agricultural Credit Corporation.

## Morte
Hay faleceu devido a um ataque cardíaco em seu escritório em 21 de novembro de 1933 e está sepultado no mausoléu do Riverside Memorial Park, em Spokane.